# Cừu Thủ vương
Cừu Thủ Vương (mất 234, trị vì 214–234) là quốc vương thứ sáu của Bách Tế, một trong Tam Quốc Triều Tiên. Theo Tam quốc sử ký (Samguk Sagi), ông là hậu duệ của người sang lập nên Bách Tế là Ôn Tộ Vương và là con trai cả của quốc vương thứ 5 là Tiếu Cổ Vương. Tuy nhiên, ngay cả khi giả định rằng ngày tháng trong Tam quốc sử ký là chính xác, Bách Tế dưới thời trị vì của Cừu Thú Vương vẫn là một liên minh bộ lạc, chưa phải là một vương quốc tập trung quyền lực.

## Tiểu Sử
Cừu Thủ Vương Năm 216, ông đã đánh bại cuộc tấn công thành Sa Đạo (Sado) của người Mạt Hạt, và năm 222, ông đã tiêu diệt 5.000 tráng binh của Tân La một vương quốc láng giềng địch thủ. Tuy nhiên, Tam quốc sử ký đã ghi nhận nhiều thất bại của Bách Tế trước Mạt Hạt và Tân La vũng như các thảm họa thiên nhiên vào cuối thời kỳ trị vì của Cừu Thủ Vương.
Sau khi Cừu Thủ Vương qua dời, con trai cả là Sa Bạn đã nhanh chóng trở thành vị quốc vương thứ 7. Sa Bạn bị Cổ Nhĩ truất ngôi, người này được ghi là đệ của Tiếu Cổ Vương trong Tam quốc sử ký, song cũng được các sử gia hiện đại cho là một dòng tộc hoàng gia địch thủ. Tiếp tục sự kình địch giữa hai dòng, con trai thứ hai của Cừu Thú đã trở thành vị quốc vương thứ 11, tức là Bỉ Lưu Vương, và tên của vị quốc vương thứ 14 là Cận Cừu Thủ Vương thể hiện rằng ông có nguồn gốc từ dòng của Cừu Thủ.